# Duh
Duh (od staroslavenskog duhǫ  od korijena dǫh- koji označava funkciju disanja)
kao pojam ima više značenja.
Kao ljudska ličnost, duh je sveukupnost psihičkih procesa ili ljudski karakter i mentalitet.
Izraz duh se katkada zbog sličnog značenja poistovjećuje s dušom, ili se koristi kao istoznačnica za um.
Duh je i temeljna osobina nekog djela, znanosti, doktrine, religije, filozofije, pokreta, kulture, civilizacije, povijesnog razdoblja, umjetnosti, itd.
U pučkom vjerovanju i ezoteriji, duh je avet, sablast, utvara, prikaza preminulog; natprirodno biće koje na čovjeka i njegovu okolinu može vršiti povoljan ili štetan utjecaj; demon; prekogrobna ličnost koja se javlja u spiritističkim seansama.

## U religiji
U religiji duh je bestjeleno biće, na ljestvici stvorenja više od čovjeka, Bog, Vrag, nematerijalni viši dio čovjeka, koji nakon smrti napušta tijelo i živi u nadnaravnom svijetu.
U kršćanstvu, duh je osobita treća osoba Trojstva, Duh Sveti. U ranom kršćanstvu kao i hebrejski ruah, odnosi se na božansko u čovjeku i svijetu.
Prema sv. Augustinu, ljudski duh je božansko prosvjetljenje, prema Tomi Akvinskome duh je dioništvo ljudske duše u božanskome. U kršćanskih mistika novoplatonovskog usmjerenja, duh je iskra, duša, scintila animae, grčki sinteresis, nerazorivi element psihe.
U istočnim religijama, osobito u dominantnoj interpretaciji hinduizma, Adavaita Vedanti, apsolut, božansko prapočelo, Brahman, koje je identično s biti ljudske duše, Atman. U diferenciranome monizmu (Višištdadvaita Vedanta) atman je dio ili vid Brahmana, ali mu nije istovjetan u potpunosti.

## U filozofiji
Latinskim riječima spiritus i animus izvorno značenje je srodno i usko vezano uz predodžbu disanja; latinski spirare, disati. Oba izraza se isprva naizmjence upotrebljavaju, dok kasnije u skolastičkoj filozofiji, animus pretežno označava cjelokupnost duševnih funkcija, dok spiritus postaje metafizički termin za „duhovno biće“, koji se primjenjuje za Boga i nevidljiva stvorenja i na „viši vječni“ dio čovjeka.
U filozofiji duh je nematerijalna supstancija.  Grčki izraz πνεῦμα, pneuma, naziv je za „životni dah“, za kojega se vjerovalo da udisanjem ulazi u tijelo i održava život i da se na samrti izdiše.
Kod stoika, duh označava logičko kozmičko načelo. Posebnu nijansu metafizičkog značenja dobiva spiritus kod Descartesa (franc. esprit) koji ga definira kao zasebnu kategoriju bića, kao misaonu tvar res cogitans, toliko oprečnu materiji res extensa, da je među njima nemoguć odnos.
Dalje od Descartesa duh postaje osnovnim pojmom mnogih duhovnih i idealističkih filozofija, predstavljajući jedinu ili bar primarnu osnovu čitave zbilje. Osobito u njemačkom idealizmu duh, Geist, postaje predmetom spoznajnoteorijskih i ontoloških spekulacija. Za Schellinga duh je jedan od polova „apsolutnoga“; za Hegela on je stadij u dijalektičkom razvoju ideje, a očituje se u tri oblika, kao subjektivni: individualni, psihološki; kao objektivni: povijesni, društveni, kulturni i kao apsolutni: umjetnički, religiozni i filozofski. 
I u novijim filozofskim strujanjima idealističkog tipa, duh se često suprotstavlja kao osnovna posebna kategorija bitka prema materiji.

## Nus
Nus (grčki νοΰς, latinski intellectus,  um, razum, duh)   označava samu misaonu aktivnost. Kod Anaksagore nus je objektivni um- najfinija i najčistija tvar, odvojena od svih drugih, beskonačni i nepromjenjivi prvi uzrok kretanja. "Nus je dao poticaj za svrhovito (teleološko) uređenje svemira".  Kod Platona i Aristotela, nus je najplemenitiji dio duše.,